# Tualatin (rivière)
La rivière Tualatin est un affluent de la Willamette dans l'Oregon (États-Unis).  La rivière est longue de 125 km et irrigue une région agricole fertile dénommée Tualatin Valley au sud-ouest et à l'ouest de Portland.

## Principales localités
- Blooming
- Cherry Grove
- Cornelius
- Dilley
- Farmington
- Gaston
- Hillsboro
- King City
- Lake Oswego
- Rivergrove
- Scholls
- Shadowood
- Tigard
- Tualatin
- West Linn